# L'edera (brano musicale)
L'edera è un brano musicale composto da Saverio Seracini e Vincenzo D'Acquisto, presentato al Festival di Sanremo 1958, nell'interpretazione di Nilla Pizzi e Tonina Torrielli. I 45 giri delle cantanti vengono pubblicati rispettivamente da Fonit Cetra  e dalla RCA italiana, dai titoli L'edera/Nel blu dipinto di blu quello di Nilla Pizzi e quello della Torrielli Mille volte/L'edera.
Il brano non vinse l'edizione del '58, arrivando seconda con 41 voti dietro al brano trionfatore della kermesse Nel blu dipinto di blu cantato da Domenico Modugno e Johnny Dorelli. L'anno dopo al Festival partecipò a Canzonissima 1959, la prima edizione del programma, che portò alla vittoria il brano sanremese.
In Italia negli anni '90 vinse il Telegatto come canzone del secolo
Tra le cover da segnalare quella incisa nel 1974 da Gigliola Cinquetti, il 45 giri della Cinquetti si intitola L'edera/ti dico addio e nel panorama internazionale la versione cantata da Cliff Richard dal titolo Constantly. 
Nel 2016 il brano è stato interpretato da Erica Mou.

## Classifica annuale[7]
| Classifica (1958) | Posizione | Artista          |
| ----------------- | --------- | ---------------- |
| Italia            | 17        | Nilla Pizzi      |
| Italia            | 33        | Tonina Torrielli |